# Soulmates Never Die - Live in Paris 2003
Soulmates Never Die - Live in Paris 2003 è un DVD dei Placebo pubblicato nel 2004.
È la registrazione di un concerto tenutosi a Parigi nell'ottobre 2003.
L'ultima canzone, Where Is My Mind?, è una cover dell'omonimo brano dei Pixies dell'album Surfer Rosa, e vede la partecipazione di Frank Black, storico front-man dei Pixies.

## Tracce
1. Bulletproof Cupid – 3:48
2. Allergic (To Thoughts of Mother Earth) – 3:48
3. Every You Every Me – 4:07
4. Bionic – 5:36
5. Protège Moi (Protect Me From What I Want) – 4:13
6. Plasticine – 3:45
7. Bitter End – 3:16
8. Soulmates – 3:37
9. Black-Eyed – 3:33
10. I'll Be Yours – 4:06
11. Special Needs – 4:32
12. English Summer Rain – 4:28
13. Without You I'm Nothing – 5:21
14. This Picture – 3:52
15. Special K – 3:50
16. Taste In Men – 5:35
17. Slave To The Wage – 7:14
18. Peeping Tom – 5:17
19. Pure Morning – 4:48
20. Centerfolds – 5:39
21. Where Is My Mind? – 7:27